# Keith Benson
Keith Anderson Benson jr., detto Kito (Farmington Hills, 13 agosto 1988), è un cestista statunitense.

## Carriera

### High school
Ha frequentato la Detroit County High School dove ha segnato 6,9 punti e catturato 4,5 rimbalzi di media nella stagione da senior. Inizialmente si era impegnato ad andare all'Università di Fairfield, ma ha cambiato idea in seguita al cambio dell'allenatore e al fatto che l'Università di Oakland gli ha offerto una borsa di studio.

### College
Dopo aver saltato il primo anno, nella stagione 2007-08 è partito in quintetto per 20 partite sulle 29 giocate dalla propria squadra segnando 5,2 punti e prendendo 3,5 rimbalzi di media.
Al termine della stagione 2009-10 ha vinto il Lou Henson Award, premio che viene assegnato ogni anno dal sito CollegeInsider.com al miglior giocatore di pallacanestro che gioca nelle Division medio-alte del campionato NCAA Division I.
Al termine di questa stagione è stato anche nominato giocatore dell'anno della Summit League, la Conference NCAA nella quale gioca l'Università di Oakland.
Durante l'anno da senior ha battuto, con 320 stoppate, il record di stoppate della Summit League.
Al termine della stagione 2010-11 è stato nominato per la seconda volta consecutiva giocatore dell'anno della Summit League.

### Professionista
Dopo essersi dichiarato eleggibile per il Draft NBA 2011 è stato scelto con il numero 18 al secondo giro (48 assoluto) dagli Atlanta Hawks. Nel mese di agosto ha firmato un contratto di un anno con la Dinamo Sassari della Serie A italiana, con la clausola NBA escape da sfruttare nel caso in cui lo sciopero nella NBA termini ed il giocatore firmi un contratto garantito.
Il 30 ottobre 2011, dopo la partita di campionato Banco di Sardegna Sassari-Emporio Armani Jeans Milano, la società sassarese ufficializza la risoluzione consensuale del contratto.
Una volta terminato lo sciopero nella NBA ha giocato per gli Atlanta Hawks 2 partite di pre-season, ma è stato svincolato prima dell'inizio della regular season.
 Il 26 gennaio è stato acquisito dagli Sioux Falls Skyforce per giocare nella NBDL.
Il 24 marzo ha firmato per i Golden State Warriors un contratto di 10 giorni. Con la franchigia di Oakland ha giocato 9 minuti in 3 partite senza segnare alcun punto, ma conquistando 3 rimbalzi.

Per la stagione 2012-2013 firma per gli Erie BayHawks, squadra della D-League, tuttavia il 17 gennaio 2013 si accorda con i Talk 'N Text, compagine del massimo campionato filippino.

## Statistiche

### College
| Anno      | Squadra             | PG  | PT  | MP   | TC%  | 3P%  | TL%  | RP   | AP  | PRP | SP  | PP   |
| --------- | ------------------- | --- | --- | ---- | ---- | ---- | ---- | ---- | --- | --- | --- | ---- |
| 2007-2008 | OU Golden Grizzlies | 29  | 20  | 13,4 | 50,5 | -    | 66,7 | 3,5  | 0,1 | 0,2 | 1,4 | 5,2  |
| 2008-2009 | OU Golden Grizzlies | 36  | 36  | 27,8 | 62,2 | 0,0  | 66,7 | 7,8  | 0,7 | 0,6 | 2,4 | 14,3 |
| 2009-2010 | OU Golden Grizzlies | 35  | 35  | 31,3 | 53,3 | 40,0 | 72,4 | 10,5 | 0,8 | 0,4 | 3,3 | 17,3 |
| 2010-2011 | OU Golden Grizzlies | 35  | 35  | 32,4 | 54,7 | 39,1 | 64,3 | 10,1 | 1,1 | 0,8 | 3,6 | 17,9 |
| Carriera  | Carriera            | 135 | 126 | 26,8 | 55,8 | 37,9 | 67,9 | 8,2  | 0,7 | 0,5 | 2,7 | 14,1 |

### NBA

#### Regular Season
| Anno      | Squadra       | PG | PT | MP  | TC% | 3P% | TL% | RP  | AP  | PRP | SP  | PP  |
| --------- | ------------- | -- | -- | --- | --- | --- | --- | --- | --- | --- | --- | --- |
| 2011-2012 | G.S. Warriors | 3  | 0  | 3,0 | 0,0 | -   | -   | 1,0 | 0,0 | 0,0 | 0,0 | 0,0 |
| Carriera  | Carriera      | 3  | 0  | 3,0 | 0,0 | -   | -   | 1,0 | 0,0 | 0,0 | 0,0 | 0,0 |

### G League
| Anno       | Squadra           | PG  | PT  | MP   | TC%  | 3P%  | TL%  | RP   | AP  | PRP | SP  | PP   |
| ---------- | ----------------- | --- | --- | ---- | ---- | ---- | ---- | ---- | --- | --- | --- | ---- |
| 2011-2012  | S. Falls Skyforce | 20  | 19  | 30,6 | 50,2 | 0,0  | 68,2 | 7,8  | 0,5 | 0,8 | 1,5 | 15,2 |
| 2012-2013  | Erie BayHawks     | 24  | 18  | 22,2 | 46,0 | -    | 63,6 | 6,6  | 1,0 | 0,6 | 1,7 | 10,0 |
| 2015-2016† | S. Falls Skyforce | 49  | 23  | 23,8 | 57,3 | 14,3 | 77,2 | 7,5  | 0,8 | 0,4 | 1,6 | 13,8 |
| 2016-2017  | S. Falls Skyforce | 50  | 50  | 31,9 | 60,2 | 42,9 | 77,1 | 10,4 | 0,7 | 0,6 | 2,2 | 20,5 |
| Carriera   | Carriera          | 143 | 110 | 27,3 | 56,0 | 26,7 | 74,1 | 8,4  | 0,7 | 0,6 | 1,8 | 15,7 |

### Eurolega
| Anno      | Squadra           | PG | PT | MP  | TC%  | 3P% | TL%  | RP  | AP  | PRP | SP  | PP  |
| --------- | ----------------- | -- | -- | --- | ---- | --- | ---- | --- | --- | --- | --- | --- |
| 2014-2015 | Neptūnas Klaipėda | 7  | 1  | 9,8 | 57,1 | -   | 83,3 | 3,4 | 0,0 | 0,4 | 0,6 | 4,1 |
| Carriera  | Carriera          | 7  | 1  | 9,8 | 57,1 | -   | 83,3 | 3,4 | 0,0 | 0,4 | 0,6 | 4,1 |

### Eurocup
| Anno      | Squadra           | PG | PT | MP   | TC%  | 3P% | TL%  | RP  | AP  | PRP | SP  | PP  |
| --------- | ----------------- | -- | -- | ---- | ---- | --- | ---- | --- | --- | --- | --- | --- |
| 2014-2015 | Neptūnas Klaipėda | 5  | 0  | 11,6 | 47,1 | -   | 80,0 | 3,2 | 0,6 | 0,8 | 0,8 | 4,0 |
| Carriera  | Carriera          | 5  | 0  | 11,6 | 47,1 | -   | 80,0 | 3,2 | 0,6 | 0,8 | 0,8 | 4,0 |

## Palmarès
- Campionato bulgaro: 1

Levski Sofia: 2020-21
- Coppa di Bielorussia: 1

Minsk: 2014
- MPV Coppa di Bielorussia

Minsk: 2014
- Campione NBA D-League

S. Falls Skyforce: 2016

### Individuale
- All-NBDL First Team

S. Falls Skyforce: 2017
- All-NBDL All-Defensive First Team

S. Falls Skyforce: 2017